# Blastobasis chloroptris
Blastobasis chloroptris é uma espécie de mariposa do gênero Blastobasis pertencente à família Coleophoridae.